# Megachile viator
Megachile viator är en biart som beskrevs av Mitchell 1930. Megachile viator ingår i släktet tapetserarbin, och familjen buksamlarbin. Inga underarter finns listade i Catalogue of Life.